# Кэмпбелл, Раджиндра
Раджиндра Кэмпбелл (англ. Rajindra Campbell; род. 26 февраля 1996, Очо-Риос, Мидлсекс) — ямайский толкатель ядра, бронзовый призёр летних Олимпийских игр 2024 года.

## Биография
Кэмпбелл учился в средней школе Фернкорта и Кингстонском колледже на своей родной Ямайке, затем поступил в общественный колледж округа Клауд в Канзасе, а затем в Южный государственный университет Миссури.

## Спортивная карьера
Кэмпбелл выиграл национальный титул Ямайки в 2023 году, улучшив свой личный рекорд 21,31 метра в мае 2023 года. Новый национальный рекорд установил в июле 2023 года в Мадриде, когда метнул снаряд на 22,22 метра. Представлял Ямайку на чемпионате мира 2023 года, где прошел квалификацию в финал, но не зафиксировал результат в самом финале.
В феврале 2024 года выступал за сборную Ямайки на чемпионате мира по легкой атлетике в помещении 2024 года в Глазго, но вновь не зафиксировал результат в толчке.
В июле 2024 года был официально включен в состав сборной Ямайки на Олимпийские игры 2024 года в Париже. На Играх он вышел в финал, выполнив свой единственный толчок в квалификации на 21,05 метра. В финале улучшил этот показатель до 22,15 метра и завоевал бронзовую олимпийскую медаль.